# 坎波巴索天主圣三主教座堂
41°33′37″N 14°39′34″E / 41.56033°N 14.65951°E
坎波巴索天主圣三主教座堂（Cattedrale metropolitana della Santissima Trinità）位于意大利莫利塞大区首府坎波巴索，是天主教坎波巴索-波亚诺总教区的主教座堂。
该堂建于1504年。1805年毁于地震，此后重建，1829年开放。立面为新古典主义风格。1860-1900年曾改为军营。